# John Lee Juo-Wang
John Lee Juo-Wang (chiń. 李若望; pinyin Lǐ Ruòwàng; ur. 2 listopada 1966 w Tainan) – tajwański duchowny rzymskokatolicki, biskup Tainanu w 2021.

## Życiorys

### Prezbiterat
Święcenia kapłańskie otrzymał 1 stycznia 1993 i został inkardynowany do diecezji Tainan. Pracował głównie jako duszpasterz parafialny. W 2017 został kanclerzem kurii, a dwa lata później objął funkcję wikariusza generalnego.

### Episkopat
14 listopada 2020 papież Franciszek mianował go biskupem ordynariuszem diecezji Tainan. Sakry biskupiej udzielił mu 1 stycznia 2021  biskup Bosco Lin Chi-nan – emerytowany biskup Tainanu.
19 czerwca 2021 papież Franciszek przyjął jego rezygnację z pełnionej funkcji.